# Joachim Peiper
Joachim "Jochen" Peiper (30. januar 1915 i Berlin i Tyskland – 14. juli 1976 i Traves, Haute-Saône i Frankrig) var en tysk SS-fører i Waffen-SS under 2. verdenskrig og personlig adjudant for Reichsführer-SS Heinrich Himmler fra november 1940 til august 1941. Han deltog i aktiv tjeneste på både Østfronten mod Den Røde Hær og på Vestfronten mod De Allieredes styrker. I 1945 var han angiveligt SS-Standartenführer og Waffen-SS' yngste regimentsoberst (der findes ingen dokumenter, der beviser Peipers påstand). Peiper dømtes efter krigen til døden for krigsforbrydelser begået i Belgien og var anklaget for krigsforbrydelser i Italien. Han omkom i Frankrig i 1976, efter hans hus blev angrebet med molotovcocktails.